# Division I 1960-1961
La Division I 1960-1961 è stata la 58ª edizione della massima serie del campionato belga di calcio disputata tra il 4 settembre 1960 e il 11 maggio 1961 e conclusa con la vittoria del Standard Liegi, al suo secondo titolo.
Capocannoniere del torneo fu Victor Wegria (RFC Liégeois), con 23 reti.

## Formula
Come nella stagione precedente le squadre partecipanti furono 16 e disputarono un turno di andata e ritorno per un totale di 30 partite.
Le ultime due classificate vennero retrocesse in Division 2.
La squadra campione fu ammessa alla Coppa dei Campioni 1961-1962 e un altro club venne iscritto alla Coppa delle Fiere 1961-1962.

## Classifica finale
|    | Classifica                  | G  | V  | N  | P  | GF | GS | Dif | Pt |
| -- | --------------------------- | -- | -- | -- | -- | -- | -- | --- | -- |
| 1  | Standard Liegi              | 30 | 18 | 9  | 3  | 67 | 25 | 42  | 45 |
| 2  | RFC Liégeois                | 30 | 15 | 11 | 4  | 50 | 25 | 25  | 41 |
| 3  | Anderlecht                  | 30 | 15 | 7  | 8  | 56 | 28 | 28  | 37 |
| 4  | R. Beerschot AC             | 30 | 13 | 7  | 10 | 47 | 38 | 9   | 33 |
| 5  | R. Daring Club de Bruxelles | 30 | 13 | 7  | 10 | 42 | 44 | -2  | 33 |
| 6  | K. Waterschei SV Thor       | 30 | 13 | 6  | 11 | 49 | 39 | 10  | 32 |
| 7  | K. Sint-Truidense VV        | 30 | 12 | 7  | 11 | 32 | 33 | -1  | 31 |
| 8  | RFC Brugeois                | 30 | 9  | 11 | 10 | 45 | 50 | -5  | 29 |
| 9  | Anversa                     | 30 | 11 | 7  | 12 | 46 | 46 | 0   | 29 |
| 10 | KSC Eendracht Aalst         | 30 | 9  | 10 | 11 | 47 | 63 | -16 | 28 |
| 11 | ARA La Gantoise             | 30 | 10 | 8  | 12 | 49 | 43 | 6   | 28 |
| 12 | K. Lierse SK                | 30 | 10 | 8  | 12 | 45 | 58 | -13 | 28 |
| 13 | Olympic Charleroi           | 30 | 6  | 14 | 10 | 27 | 42 | -15 | 26 |
| 14 | Union Royale Saint-Gilloise | 30 | 10 | 3  | 17 | 41 | 57 | -16 | 23 |
| 15 | RCS Verviétois              | 30 | 5  | 9  | 16 | 27 | 51 | -24 | 19 |
| 16 | VV Patro Eisden             | 30 | 6  | 6  | 18 | 26 | 54 | -28 | 18 |

### Verdetti
- R. Standard Club Liégeois campione del Belgio 1960-61.
- RCS Verviétois e VV Patro Eisden retrocesse in Division II.